# Luis Otero (futbolista)
Luis Otero Sánchez-Encinas, deportivamente conocido como Otero (Pontevedra, España, 22 de octubre de 1893 - La Coruña, 20 de enero de 1955) fue un futbolista español. Jugaba como defensa derecho y desarrolló la mayor parte de su carrera en el Deportivo de La Coruña, el Vigo Sporting y el Celta de Vigo. Fue uno de los once jugadores que disputaron el primer partido de la historia de la selección de fútbol de España, con motivo de los Juegos Olímpicos de Amberes en 1920.

## Trayectoria
Con 16 años inició su carrera futbolística en las filas del Sporting de Pontevedra, de su localidad natal. Dos años después, en 1911, pasó al Vigo Sporting. Con este equipo fue cuatro veces campeón de Galicia, en 1914, 1919, 1920 y 1923. Pocas semanas después de lograr este último título, el Vigo Sporting se fusionó con su histórico rival ciudadano, el  Real Fortuna, dando origen al Real Club Celta de Vigo. El primer partido de la historia del Celta se disputó el 14 de septiembre de 1923 entre dos equipos de jugadores del propio club, uno capitaneado por Clemente y el otro por Luis Otero.
Aunque parecía llamado a ser uno de los puntales del Celta, antes de iniciarse el Campeonato de Galicia de 1923 Luis Otero, junto con otros dos jugadores -Chiarroni y González-, disconformes con la disciplina del nuevo club, abandonaron la entidad para fichar por el Deportivo de La Coruña.
Este hecho fue considerado una afrenta para el club vigués y sería uno de los detonantes de la histórica rivalidad con el equipo coruñés. Las posteriores protestas del Celta llevaron a la Federación gallega a inhabilitar a los tres futbolistas tránsfugas, acusándolos de profesionalismo, mientras que el Deportivo fue descalificado por alinearlos en el Campeonato de Galicia. Sin embargo, el Deportivo recurrió ante la Real Federación Española de Fútbol, la cual se pronunció a favor de los coruñeses y anuló la sanción contra el club blanquiazul por entender que no había existido soborno, instando a la Federación Gallega a que readmitiese al Deportivo en el campeonato, aunque sí mantuvo la sanción sobre los tres jugadores por existir duplicidad de fichas. La federación autonómica envió un escrito de protesta a la española, pero ésta se reafirmó en su decisión, por lo que la federación regional convocó una asamblea extraordinaria en la que se acordó por mayoría aceptar el veredicto de la estatal.
Tras finalizar dicha inhabilitación, Otero jugó en el Deportivo de La Coruña hasta su retirada, en 1930. En este período logró dos campeonatos regionales, en 1927 y 1928. También disputó las dos primeras temporadas del campeonato de liga de Segunda División, torneo puesto en marcha en 1929.
Tras su retirada, se afincó en La Coruña, donde regentó un bar en la Calle de los Olmos. Falleció en la ciudad herculina el 20 de enero de 1955.
Muestra de gran su popularidad es que fue uno de los primeros futbolistas utilizados como reclamo publicitario, al anunciar el vino Sansón. En 1933 su carrera fue reconocida por la Federación Española de Fútbol con la medalla al mérito deportivo. Así mismo, cuatro años después de su muerte, en 1959, a modo de homenaje se creó en su Pontevedra natal el Trofeo Luis Otero que, desde entonces, se ha venido disputando anualmente en los meses de verano. Por su parte, el Real Club Deportivo recuerda su memoria con un monolito en las inmediaciones del Estadio de Riazor.

## Selección nacional
El 28 de agosto de 1920 Luis Otero pasó a la historia por ser uno de los once futbolistas que jugaron el primer partido de la selección española, siendo además el primer gallego en alinearse con el combinado nacional. Aquella selección, conocida como La Furia Roja, logró la medalla de plata en los Juegos Olímpicos de Amberes en 1920. En la cita olímpica, además del citado partido de debut ante Dinamarca, Otero disputó un segundo encuentro ante Italia.
Tras las olimpiadas, participó en otros dos encuentros internacionales amistosos, el último el 21 de diciembre de 1924 contra Austria. En total, sumó cuatro presencias internacionales.
Otero jugó también varios partidos con la selección de Galicia, siendo su mayor éxito con esta el subcampeonato en la Copa Príncipe de Asturias de 1924.

## Clubes
| Club                   | País   | Año       |
| ---------------------- | ------ | --------- |
| Sporting de Pontevedra | España | 1909−1911 |
| Vigo Sporting          | España | 1911−1923 |
| RC Celta de Vigo (*)   | España | 1923−1924 |
| Deportivo de La Coruña | España | 1924−1930 |

(*) El RC Celta nació en 1923 por fusión de Real Vigo Sporting y Real Fortuna.

## Palmarés

### Campeonatos regionales
| Título                | Club                   | País   | Año  |
| --------------------- | ---------------------- | ------ | ---- |
| Campeonato de Galicia | Vigo Sporting          | España | 1914 |
| Campeonato de Galicia | Vigo Sporting          | España | 1919 |
| Campeonato de Galicia | Vigo Sporting          | España | 1920 |
| Campeonato de Galicia | Vigo Sporting          | España | 1923 |
| Campeonato de Galicia | Deportivo de La Coruña | España | 1927 |
| Campeonato de Galicia | Deportivo de La Coruña | España | 1928 |

### Torneos internacionales
| Título           | Club               | País   | Año  |
| ---------------- | ------------------ | ------ | ---- |
| Medalla de plata | Selección olímpica | España | 1920 |